# 한치로
한치로(Hanchi-ro)는 강원특별자치도 춘천시 후평동 남산1교차로에서 춘천시 신동면 을 잇는 도로이다.

## 주요 경유지
강원특별자치도
- 춘천시 (남산면 . 신동면)

## 노선
| 이름         | 접속 노선                 | 소재지 | 소재지 | 비고 |
| ------------ | ------------------------- | ------ | ------ | ---- |
| 남산1 교차로 | 지방도 제403호선 (강촌로) | 춘천시 | 남산면 |      |
| (이름없음)   |                           | 춘천시 | 남산면 |      |
| 풀무교       |                           | 춘천시 | 남산면 |      |
| 창촌삼거리   | 소주고개로                | 춘천시 | 남산면 |      |
| 한치고개     |                           | 춘천시 | 남산면 |      |
|              | 성동면                    | 춘천시 |        |      |
| 팔미3교      |                           | 춘천시 |        |      |
| (이름없음)   | 국도 제46호선 (경춘로)    | 춘천시 |        |      |

## 주요 건물 및 시설
- 춘천남산우편취급국 (한치로 35/방곡리 118-5)
- 남산초등학교 (한치로 59/방곡리 126-2)
- 남산면행정복지센터 (한치로 73/창촌리 67-3)
- 남산파출소 (한치로 77/창촌리 67-5)
- 농협 남산농협 본점 (한치로 93/창촌리 55-1)